# Národní liga (baseball)
Národní liga (anglicky National League) je vedle Americké ligy (American League) jedna ze dvou lig profesionálního baseballu v USA. Vznikla roku 1876 v New Yorku, zatímco American League následovala až o víc než 20 let později v roce 1901. Od roku 1903 se šampioni obou profesionálních lig utkávají ve Světové sérii o vítězství v Major League Baseball (MLB).